# Heteroconger herrei
Heteroconger herrei és una espècie de peix pertanyent a la família dels còngrids.